# فهرست قسمت‌های آقای ربات
آقای ربات، مجموعهٔ تلویزیونی آمریکایی، در ژانر درام و تریلر روان‌شناختی است که توسط سم اسماعیل ساخته شده‌است. رامی ملک در این سریال در نقش یک هکر و مهندس امنیت رایانه بنام الیوت آلدرسون ظاهر شده که از اختلال افسردگی اساسی و اختلال اضطراب اجتماعی رنج می‌برد. او توسط شخص مرموزی به اسم «آقای ربات» که رهبر گروه هکتیویسمی به نام «جامعه لعنتی» است، دعوت به گروه می‌شود تا بتوانند با هک کردن شرکت بزرگ «ای کورپ» بدهی بسیاری از مردم را پاک و علیه سرمایه‌داری قیام کنند.
آقای ربات از تولیدات شبکه کابلی یواس‌ای نتورک است. تاکنون سه فصل از سریال تولید و پخش شده‌است. پخش فصل اول این سریال از تاریخ ۲۴ ژوئن ۲۰۱۵ آغاز شد. فصل دوم از تاریخ ۱۳ ژوئیه ۲۰۱۶ روی آنتن رفت و فصل سوم نیز در تاریخ ۱۱ اکتبر ۲۰۱۷ منتشر شد. آقای ربات برای فصل چهارم هم تمدید شده‌است.  فصل چهارم در ۱۳ قسمت از تاریخ ۶ اکتبر ۲۰۱۹ پخش شد.

## فصل‌ها
| فصل | قسمت‌ها | قسمت‌ها | تاریخ اصلی روی آنتن رفتن | تاریخ اصلی روی آنتن رفتن |
| فصل | قسمت‌ها | قسمت‌ها | اولین بار                | آخرین بار                |
| --- | ------ | ------ | ------------------------ | ------------------------ |
| ۱   | ۱۰     | ۱۰     | ۲۴ ژوئن ۲۰۱۵             | ۲ سپتامبر ۲۰۱۵           |
| ۲   | ۱۲     | ۱۲     | ۱۳ ژوئیه ۲۰۱۶            | ۲۱ سپتامبر ۲۰۱۶          |
| ۳   | ۱۰     | ۱۰     | ۱۱ اکتبر ۲۰۱۷            | ۱۳ دسامبر ۲۰۱۷           |
| ۴   | ۱۳     | ۱۳     | ۶ اکتبر ۲۰۱۹             | TBA                      |

## قسمت‌ها
تا دسامبر ۲۰۱۷ در مجموع ۳۲ اپیزود از سریال آقای ربات پخش شده‌است. فصل اول و سوم سریال هرکدام ده قسمت دارند اما فصل دوم سریال در دوازده قسمت ساخته شده‌است.

### فصل ۲ (۲۰۱۶)
| شم. کلی | شم. در فصل | عنوان               | کارگردان   | نویسنده                    | تاریخ انتشار اصلی | ایالات متحدهٔ آمریکا تعداد بیننده (میلیون) |
| --- | ---------- | ------------------- | ---------- | -------------------------- | ----------------- | ----------------------------------------- |
| ۱۱ | ۱          | «پاک کردن-قسمت اول» | سم اسماعیل | سم اسماعیل                 | ۱۳ ژوئیه ۲۰۱۶     | ۱٫۰۴                                      |
| فصل دوم با دو فلش بک آغاز می‌شود. در فلش بک اول شاهد هستیم که تایلر و الیوت مشغول ضبط ویدویی برای گروه اف سوسایتی هستند و در فلش بک دوم هم که در دوران کودکی الیوت اتفاق می‌افتد شاهد پرت شدن الیوت از پنجره توسط پدرش و مراجعه او به بیمارستان هستیم و سپس داستان به زمان حال می‌آید. بعد از حوادث فصل قبل مردم همچنان خشمگین هستند و دست به شورش‌های خیابانی می‌زنند. تایلر ولک به طرز عجیبی ناپدید شده و کسی از او خبر ندارد. در این بین الیوت تصمیم گرفته با محدود کردن فعالیت‌هایش جلوی آقای ربات را بگیرد و بیماریش را درمان کند و برای همین از کامپیوتر و هر وسیله دیگری دوری می‌کند. این روش او باعث می‌شود تا آقای ربات نیز برای کنترل شخصیت الیوت دست به اعمال خشونت‌آمیز بیشتری بزند. در غیاب الیوت اما گروه اف سوسایتی که حالا دارلین رهبریش را برعهده دارد همچنان مشغول فعالیت هستند. دارلین به کمک موبلی، شاما و دیگر اعضای گروه خانه هوشمند سوزان جیکوب، مشاور عمومی سابق ای کورپ را هک می‌کنند. آن‌ها وسایل خانه را از کار انداخته و جیکوب به ناچار مجبور به نقل مکان می‌شود. دارلین مقر گروه را به خانه جیکوب که حالا خالی از سکنه است انتقال می‌دهد. پس از انتقال موبلی با هک کردن بانک ای کورپ از آن‌ها درخواست مبلغ ۵ میلیون دلار پول کرده و شرکت را تهدید می‌کند که اگر پول را که را واریز نکنند کل سیستم شرکت را از بین خواهد برد. |            |                     |            |                            |                   |                                           |
| ۱۲ | ۲          | «پاک کردن-قسمت دوم» | سم اسماعیل | سم اسماعیل                 | ۱۳ ژوئیه ۲۰۱۶     | ۱٫۰۴                                      |
| ای کورپ که توانایی تحمل مشکل جدید را ندارد پرداخت پول به اف سوسایتی را می‌پذیرد. اسکات نولز به محل مشخصی برای تحویل پول می‌رود اما اف سوسایتی در پیامی به او می‌گوید که باید تمامی ۵ میلیون دلار را وسط خیابان و جلوی چشم مردم آتش بزند و نولز نیز که حسابی ترسیده این کار را انجام می‌دهد. آنجلا در نبود الیوت همچنان به پیشرفت خود در ای کورپ ادامه می‌دهد و تبدیل به فردی قابل اعتماد در سیستم می‌شود. جوانا هدیه عجیب از طرف فردی ناشناس دریافت می‌کند که درون آن یک موبایل پنهان شده‌است. در حالی که ابتدا به نظر می‌رسد موبایل از طرف تایلر ارسال شده اما مشخص می‌شود این فرضیه غلط است. فردی بنام براک که پیش تر تهدید کرده بود رفتارهای الیوت در آل سیف مشکوک است و بهتر است پلیس را در جریان بگذارند در یک «بار» گیدیون را به قتل می‌رساند. قتل گیدیون و همچنین ماجراهای هک پای اف‌بی‌آی را به داستان باز می‌کند. مسئول پرونده مأمور زن باهوشی بنام دومینیک دی‌پیرو است. |            |                     |            |                            |                   |                                           |
| ۱۳ | ۳          | «هسته وحشت»         | سم اسماعیل | سم اسماعیل                 | ۲۰ ژوئیه ۲۰۱۶     | ۰٫۸۰                                      |
| ابتدا در یک صحنه فلش بک شاهد گفتگویی هستیم که بین رومرو و موبلی شکل می‌گیرد. رومرو که به تازگی از زندان آزاد شده می‌خواهد با اجاره دادن یکی از ساختمان‌های خود به موبلی پولی به جیب بزند اما موبلی این پیشنهاد را رد کرد و در عوض رومرو را به اف سوسایتی دعوت می‌کند. رومرو ابتدا قبول نمی‌کند اما سرانجام می پذیر و محل مورد نظر نیز تبدیل به مقر اف سوسایتی می‌شود. داستان به زمان حال می‌آید. الیوت تماس مشکوکی از تایلر ولک دریافت می‌کند که او را گیج‌تر از گذشته می‌کند. همچین الیوت به تلاش‌های خود برای خلاص شدن از دست آقای ربات ادامه می‌دهد. خبرهای مربوط به مرگ گیدیون الیوت را شوکه می‌کند. هم‌زمان موبلی که به خانه رومرو رفته با جنازه او رو به رو می‌شود. موبلی به نزد شاما می‌رود. شاما و موبلی نگران این هستند که ارتش تاریکی آن‌ها را نیز مثل رومرو پیدا کرده و به قتل برسانند. موبلی نگرانی اش را با دارلین در میان می‌گذارد اما دارلین معتقد است قتل رومرو کار ارتش تاریکی نیست. همچنین موبلی این فرضیه را مطرح می‌کند که ممکن است الیوت با ارتش تاریکی همکاری کرده باشد اما دارلین به سختی این نظریه را نیز رد می‌کند. قتل رومرو پای دی‌پیرو را به ماجرا باز می‌کند. سرنخ‌هایی که از صحنه جرم به‌دست می‌آورد او را به اف سوسایتی نزدیک تر از قبل می‌کند. الیوت برای خلاص شدن از دست آقای ربات رو به مصرف افراطی قرص می‌آورد که این کار وضعیتش را بدتر از قبل می‌کند. |            |                     |            |                            |                   |                                           |
| ۱۴ | ۴          | «اینیت ۱»           | سم اسماعیل | سم اسماعیل                 | ۲۷ ژوئیه ۲۰۱۶     | ۰٫۶۴                                      |
| این اپیزود هم با یک فلش بک آغاز می‌شود. در هالووین سال گذشته الیوت و دارلین با یکدیگر مراسم هالووین را جشن می‌گیرند و این اولین بار است که آقای ربات در غالب الیوت ظاهر می‌شود. آقای ربات/الیوت با دارلین می‌گوید که او می‌خواهد پیشنهاد شغلی که از آل سیف داشته را قبول کند تا از این طریق بتواند به‌ای کورپ نفوذ کند. دارلین که ابتدا حرف‌های الیوت را مبنی بر نابودی ای کورپ نوعی شوخی تلقی می‌کند متوجه می‌شود که او بسیار جدی است و برای همین تصمیم می‌گیرد تا به برادرش برای عملی کردن این رؤیا کمک کند. داستان به زمان حال می‌آید. دی‌پیرو مقر سابق اف سوسایتی را پیدا کرده و به همراه پلیس‌های دیگر شروع به پیدا کردن سرنخ‌های جدید می‌کند. سیسکو در یک ملاقات پنهانی به سراغ دارلین آمده و به او می‌گوید که قتل رومرو کار ارتش تاریکی نیست بلکه مرگ او مربوط به ماجرای فساد در اف‌بی‌آی بوده‌است. سیسکو می‌گوید که ارتش تاریکی فکر می‌کند یک نفر در حال فروختن آن‌ها به پلیس است و دارلین و اف سوسایتی در صدر لیست قرار دارند و برای همین جان آن‌ها در خطر است. هم‌زمان الیوت که مدت زیادی است از سوی شخصی به اسم «ری» برای تکمیل کردن یک سایت مرموز دعوت به همکاری شده پس از کش و قوس‌های فراوان تصمیم می‌گیرد که پیشنهاد او را قبول کند. بعداً مشخص می‌شود الیوت برای هدف مشخصی این درخواست را قبول کرده‌است و می‌خواسته که به بدافزار کامپیوتر ری دست پیدا کند. او که از طریق دارلین از جریان اف‌بی‌آی با خبر شده تصمیم به هک کردن اف‌بی‌آی می‌گیرد تا بتواند اطلاعات را به‌دست آورده و جان دارلین را از خطر دور کند. |            |                     |            |                            |                   |                                           |
| ۱۵ | ۵          | «بمب منطقی»         | سم اسماعیل | کایل بردستریت              | ۳ اوت ۲۰۱۶        | ۰٫۷۱                                      |
| الیوت با استفاده از بدافزاری که از کامپیوتر ری به‌دست آورده شروع به هک کردن اف‌بی‌آی می‌کند و هم‌زمان از ری می‌خواهد که شخصی را پیش از او بر روی سایت کار می‌کرده را به دیدنش بیاورد زیرا باید دربارهٔ یک پایگاه داده رمزنگاری شده از او سؤال کند و ری نیز می‌پذیرد. هم‌زمان دارلین به خانه آنجلا رفته و به او می‌گوید که می‌داند آلوده کردن سیستم‌های آل سیف با فایل‌های سیسکو کار او بوده‌است. دارلین به آنجلا می‌گوید اگر می‌خواهد تمامی ردهایش پاک شود و پلیس نفهمد که جریان آل سیف کار او بوده باید در نابودی ای کورپ به اف سوسایتی کمک کند. دارلین از آنجلا درخواست می‌کند که قطعه کوچک را به طبقه مأموران فدرال در شرکت ببرد تا بدین ترتیب اف‌بی‌آی به‌طور کامل در کنترل آن‌ها باشد. هم‌زمان فرد نفوذی جوانا در اداره پلیس که از اوضاع به وجود آمده ترسیده توسط او به قتل می‌رسد. در آن طرف «آرتی» که پیش از الیوت بر روی سایت ری کار می‌کرده به او ملحق می‌شود. الیوت از دیدن آرتی تعجب می‌کند زیرا صورت او پر از جای زخم است و وقتی الیوت دربارهٔ آن سؤال می‌کند آرتی از جواب دادن طفره می‌رود. الیوت سرانجام سایت ری را آنلاین می‌کند و دلیل وحشت آرتی و وسواس ری در پنهانی کار کردن را پیدا می‌کند. سایت ری یک وبسایت سیاه است که در آن هر کار غیرقانونی همچون خرید و فروش مواد مخدر و اسلحه و حتی فروش بردگان جنسی نیز انجام می‌شود. دی‌پیرو که برای انجام و تکمیل تحقیقاتش به چین سفر کرده در آنجا به رز سفید دیدار می‌کند. هنگامی که دی‌پیرو در یکی از ساختمان‌های مشغول تحقیق است ارتش تاریکی به ساختمان حمله کرده و بسیاری را می‌کشند و دی‌پیرو نیز در درگیری زخمی می‌شود. |            |                     |            |                            |                   |                                           |
| ۱۶ | ۶          | «مرشد برده»         | سم اسماعیل | آدام پن                    | ۱۰ اوت ۲۰۱۶       | ۰٫۵۷                                      |
| الیوت با دیدن محتویات سایت ری تصمیم به لو دادن او می‌گیرد اما پیش از آنکه اقدامی کنند افراد ری او را ربوده و تا سر حد مرگ کتک می‌زنند. الیوت بر اثر آسیب‌هایی که دیده مدتی بیهوش شده و دچار توهم‌هایی عجیب دربارهٔ خود و خانواده اش می‌شود. الیوت در بیمارستان به هوش می‌آید در حالی که ری بالا سرش است و به او می‌گوید که قضیه را فهمیده‌است. هم‌زمان دارلین و موبلی به آنجلا آموزش هک کردن می‌دهند تا او بتواند کارهای لازم را انجام دهد. موبلی برای اطمینان بیشتر به آنجلا یک «رابر داکی» (وسیله‌ای برای سرقت اطلاعات که با وصل شدن به کامپیوتر قربانی اطلاعات آن را کپی می‌کند) می‌دهد. نقشه عملی می‌شود. آنجلا به داخل شرکت و کارهای لازم را انجام می‌دهد اما پیش از آنکه بتواند ضربه اصلی را وارد کند دی‌پیرو سر می‌رسد. |            |                     |            |                            |                   |                                           |
| ۱۷ | ۷          | «لرزش دست»          | سم اسماعیل | سم اسماعیل                 | ۱۷ اوت ۲۰۱۶       | ۰٫۶۵                                      |
| دی‌پیرو برای اثبات کردن فرضیه خود درخواست بازبینی فیلم‌های دوربین مداربسته‌ای کورپ را می‌دهد اما وقتی می‌بیند تمامی تاریخچه‌ها کاملاً خالی است متوجه می‌شود نظریه اش دربارهٔ هک شدن ای کورپ و دست داشتن آنجلا در این قضیه درست بوده‌است. از طرفی الیوت که کمی وضع بهتری پیدا کرده از طرف ری مجبور می‌شود تا سایت را کامل کند. در جریان یک گفتگو ری به الیوت می‌گوید که او خودش نیز فقط یک مهره است و افراد مهم‌تر از او این طریق این سایت پول درمی‌آورند. سپس معلوم می‌شود الیوت هنگام کامل کردن سایت به‌طور پنهانی پلیس را از قضیه با خبر کرده‌است. نیروهای اف‌بی‌آی به داخل خانه ریخته و ری و افرادش را دستگیر می‌کنند. بعد از مدتی آقای ربات دوباره به سراغ الیوت می‌آید و الیوت که برای حل مشکلاتش به او نیاز دارد توافق می‌کند تا با او همراهی کند. مدتی بعد گروهی ناشناس که به خاطر لو رفتن سایت منافعشان به خطر افتاده به الیوت حمله می‌کنند اما فرد سیاهپوستی بنام «لئون» الیوت را نجات می‌دهد. لئون می‌گوید که او عضو ارتش تاریکی است و از طرف رز سفید مأموریت دارد از جان الیوت حفاظت کند. اپیزود در حالی پایان می‌یابد که متوجه می‌شویم الیوت در تمامی این مدت در زندان بوده و بیشتر چیزهایی که دیده‌ایم زاده تخیلات او بوده تا او به نوعی بتواند زندان را تحمل کند. |            |                     |            |                            |                   |                                           |
| ۱۸ | ۸          | «جانشین»            | سم اسماعیل | کورتنی لونی                | ۲۴ اوت ۲۰۱۶       | ۰٫۷۴                                      |
| مبارزه اف سوسایتی با دولت وارد فاز جدید می‌شود. اف سوسایتی متوجه می‌شود که اف‌بی‌آی در طی عملیاتی بنام برنستین با کمک شرکت‌های فناوری دنیا از طریق شنود تلفن به صورت غیرقانونی و مواردی این چنینی به اطلاعات محرمانه بیش از سه میلیون نفر دست پیدا کرده‌است. اف سوسایتی این اطلاعات را به صورت عمومی منتشر می‌کند که باعث خشم مردم و بروز مشکلات بسیار زیادی برای اف‌بی‌آی می‌شود. اما اوضاع به همین خوبی برای اف سوسایتی پیش نمی‌رود. با اطلاعات به‌دست آمده گروه متوجه می‌شود که اف‌بی‌آی شانزده نفر را به صورت مشخص درمورد هک ای کورپ زیر نظر دارد که یک نفر از آن‌ها مرده‌است. موبلی که ترسیده گمان می‌کند آن شانزده نفر آن‌ها و فرد کشته نیز رومرو است. موبلی همچنین معتقد است ممکن است آن‌ها تحت تعقیب و تحت نظر باشند اما دارلین این نظریه را رد می‌کند و معتقد است خطری آن‌ها را تهدید نمی‌کند. موبلی که وحشت کرده می‌خواهد گروه را ترک کند اما پیش از آنکه بحث جلوتر برود سوزان جیکوب به خانه خود بازمی‌گردد و با دیدن گروه جا می‌خورد. اف سوسایتی او را اسیر می‌گیرد. با آمدن سوزان اوضاع به هم می‌ریزد. موبلی و شاما یادآوری می‌کنند او همه چیز را دیده و کاری از دست آن‌ها بر نمی‌اید و باید هرچه زودتر فرار کنند اما دارلین که از سابقه بیماری قلبی سوزان با خبر است با دستگاه شوکر به قلب او برق وارد کرده و بدنش را به داخل استخر می‌اندازد. گروه با هک کردن و گشتن گوشی سوزان به تمامی اطلاعات او دست پیدا می‌کنند. گروه از هم جدا می‌شود. موبلی هنگام بازگشت به خانه‌اش توسط اف‌بی‌آی دستگیر می‌شود اما چون مدرک قطعی از او وجود ندارد آزادش می‌کنند. هم‌زمان دارلین با چک کردن لب تاپ سیسکو متوجه می‌شود او همچنان در حال جاسوسی کردن برای ارتش تاریکی است و برای همین با یک چوب بیسبال محکم به سر او ضربه می‌زند. |            |                     |            |                            |                   |                                           |
| ۱۹ | ۹          | «اینیت ۵»           | سم اسماعیل | کایل بردستریت و لوسی تیتلر | ۳۱ اوت ۲۰۱۶       | ۰٫۶۵                                      |
| اپیزود با چندین فلش بک طولانی آغاز می‌شود که نشان می‌دهد چگونه الیوت به زندان افتاده‌است. الیوت به هک کردن اطلاعات فردی بنام لنی که با کریستا (روان‌شناس الیوت) در رابطه بوده متوجه می‌شود او در حال خیانت به کریستا است. الیوت سراغ لنی می‌رود و او را تهدید می‌کند که با کریستا کاری نداشته باشد. الیوت همچنین سگ لنی را هم از او می‌گیرد. سپس مشخص می‌شود فرد ناشناسی که در پایان فصل اول زنگ در خانه الیوت را زده مأمور پلیس بوده که بخاطر شکایت لنی به سراغ او آمده‌است. الیوت به خاطر جرم‌های خود به هشت ماه زندان محکوم می‌شود و در زندان با ری و لئون و افراد دیگر آشنا می‌شود. سپس داستان به زمان حال می‌آید. الیوت از زندان آزاد می‌شود. دارلین به الیوت می‌گوید که موبلی و شاما مدتی است ناپدید شده‌اند و خبری از آن‌ها نیست. هم‌زمان آنجلا به وسیله قطعه‌ای که موبلی به او داده بود ای کورپ را هک می‌کند و به اسناد محرمانه بسیار زیادی دست پیدا می‌کند. دارلین اطلاعاتی پیدا می‌کند که نشان می‌دهد ارتش تاریکی دارد برای انجام عملیاتی بنام «مرحله دوم» آماده می‌شود. چیزی که از نظر دارلین عجیب است این است که رز سفید می‌گوید مرحله دوم نقشه الیوت است. این در حالی است که الیوت از این ماجرا خبر ندارد. الیوت در راه بازگشت به خانه متوجه می‌شود ماشین تایلر ولک جلوی خانه‌اش پارک است. الیوت به سمت ماشین می‌رود اما شخصی که داخل ماشین است کسی نیست جز جوانا ولک… |            |                     |            |                            |                   |                                           |
| ۲۰ | ۱۰         | «عملیات پنهان»      | سم اسماعیل | کور ادنا                   | ۷ سپتامبر ۲۰۱۶    | ۰٫۷۷                                      |
| جوانا از الیوت دربارهٔ تایلر سؤال می‌کند اما الیوت می‌گوید از او خبری ندارد. جوانا موبایلی را که از طرف فرد ناشناسی که به عقیده خودش تایلر بوده دریافت کرده‌است را به الیوت می‌دهد و از او می‌خواهد که با ردگیری تماس‌ها جای تایلر را پیدا کند. آقای ربات به الیوت می‌گوید این کار دیوانگی است و حتی اگر الیوت موفق نیز شود جوانا او را خواهد کشت. سیسکو یکی از اعضای اف سوسایتی بنام وینسنت را که جراحت‌های شدیدی دارد پیدا کند و او را با خود نزد دارلین می‌برد. ظاهراً وینسنت می‌خواهد اطلاعاتی به دارلین بدهد اما وضعش آنقدر بد است که قادر به حرف زدن نیست. سیسکو پیشنهاد می‌کند که او را به بیمارستان ببرند. دارلین ابتدا مخالفت می‌کند اما وقتی می‌بیند که وینسنت خون ریزی داخلی کرده و فاصله‌ای با مرگ ندارد قبول می‌کند. الیوت رد تایلر را می‌زند اما مشخص می‌شود او مدت‌ها پیش ان محل را ترک کرده و معلوم نیست اکنون کجاست. اخبار عکس سیسکو را به عنوان یکی از متهمان پخش می‌کند و یکی از پرستاران که سیسکو و دارلین را در بیمارستان دیده با پلیس تماس می‌گیرد. دی‌پیرو به افرادش به بیمارستان می‌آید اما خبری از آن‌ها نیست. سیسکو و دارلین که از اخبار بی‌اطلاع هستند به یک کافه در نزدیکی بیمارستان می‌روند. دی‌پیرو آن‌ها را پیدا می‌کند اما پیش از آنکه حرکتی کند ارتش تاریکی به کافه حمله می‌کند و درگیری شکل می‌گیرد. سیسکو به همراه یکی از اعضای ارتش تاریکی کشته می‌شوند و دارلین و دی‌پیرو نیز آسیب می‌بینند. |            |                     |            |                            |                   |                                           |
| ۲۱ | ۱۱         | «غیب گو-قسمت اول»   | سم اسماعیل | سم اسماعیل                 | ۱۴ سپتامبر ۲۰۱۶   | ۰٫۶۹                                      |
| دی‌پیرو به رئیس خود می‌گوید ارتش تاریکی پشت همه این ماجراهاست و دولت چین آن‌ها را همراهی می‌کند. دی‌پیرو معتقد است که آن‌ها هدف بزرگتری از نابودی ای کورپ در سر دارند و باید هرچه زودتر اعضای بلندپایه کشور در جریان این اتفاقات قرار بگیرند اما رئیس او می‌گوید تا وقتی مدرک قطعی از دست داشتن ارتش تاریکی در جنایت‌ها وجود نداشته باشد نمی‌شود کاری کرد و این حرف دی‌پیرو را عصبانی می‌کند. ارتش تاریکی آنجلا را با محل عجیبی می‌برد که در آنجا دختر کوچکی که شکنجه جسمی دیده از او با پرسیدن سؤال‌هایی غیرمعمول تست ارزیابی شخصیت می‌گیرد. سپس رز سفید وارد می‌شود و به آنجلا می‌گوید که او باید خیلی پیش از این کشته می‌شده و حال که زنده است قطعاً دلیلی دارد. رز سفید به آنجلا می‌گوید که مادر او و پدر الیوت (که هردو با یکدیگر همکار بودند) برای هدف بزرگی جان خود را از دست داده‌اند و حالا آنجلا باید راه آن‌ها را ادامه بدهد. الیوت با کمک آقای ربات موفق به شکست رمزی می‌شود که به او در پیدا کردن تایلر کمک خواهد کرد. الیوت به محل مورد نظر رفته و سوار تاکسی می‌شود. راننده از او دربارهٔ مقصد سؤال می‌کند اما الیوت می‌گوید چیزی نمی‌داند. پیش از آنکه بحث جلوتر برود در ماشین باز شده و تایلر سوار می‌شود. الیوت که در تمام این مدت گمان می‌کرده تایلر مرده وحشت می‌کند و گمان می‌کند که تایلر نیز همانند آقای ربات زاده تخیلات اوست اما نمی‌تواند این مسئله را به خودش ثابت کند. |            |                     |            |                            |                   |                                           |
| ۲۲ | ۱۲         | «غیب گو-قسمت دوم»   | سم اسماعیل | سم اسماعیل                 | ۲۱ سپتامبر ۲۰۱۶   | ۰٫۸۵                                      |
| در حالی که الیوت به واقعی بودن یا نبودن وجود تایلر شک دارد تصمیم می‌گیرد تا با او همکاری کند. تایلر به الیوت می‌گوید که مرحله دوم آماده است و ارتش تاریکی نیز آن‌ها را همراهی خواهد کرد. تایلر همراه با الیوت به محلی شبیه به یک انبار بزرگ می‌روند. دارلین که توسط پلیس دستگیرشده در غم از دست دادن سیسکو حال و روز خوشی ندارد. دی‌پیرو سعی می‌کند با حرف زدن‌های منطقی دارلین را راضی به همکاری کند. دی‌پیرو به او می‌گوید که تا به اینجا نیز افراد زیادی کشته شده‌اند و اگر دارلین نمی‌خواهد افراد بیشتری از جمله برادرش کشته شوند باید با آن‌ها همکاری کند تا بتوانند ارتش تاریکی را از بین ببرند. دارلین ابتدا با عصبانیت و به تندی جواب این درخواست‌ها را می‌دهد اما هرچه می‌گذرد حرف‌های دی‌پیرو در نظرش منطقی تر جلوه می‌کند و سرانجام پیشنهاد دی‌پیرو را قبول می‌کند مشروط بر اینکه در این جریان الیوت آسیبی نبیند. آن طرف اما الیوت حال و روز خوبی ندارد. او با صحبت کردن با تایلر و چک کردن کامپیوترش سعی می‌کند از «مرحله دوم» سر دربیاورد و سرانجام آگاه می‌شود که مرحله دوم نقشه‌ای است که آقای ربات با کمک تایلر و ارتش تاریکی آن را ساخته‌است و در طی آن قرار است یکی از ساختمان‌های ای کورپ که اطلاعات پایگاه داده و اسناد کاغذی در آن است با هک از راه دور منفجر شود تا ای کورپ نتواند اطلاعات بعد از هک را بازیابی کند. الیوت که می‌داند در صورت عملی شدن این اتفاق انسان‌های بی گناه زیادی کشته خواهند شد تصمیم به لغو کردن آن می‌گیرد و این شروع درگیری است که یک سرش آقای ربات قرار دارد و یک سرش تایلر ولک. تایلر با اسلحه الیوت را تهدید می‌کند که اگر دست نگه ندارد او را خواهد کشت اما الیوت می‌گوید او مثل آقای ربات واقعی نیست و اتفاقی نخواهد افتاد. تایلر به الیوت شلیک می‌کند و الیوت بر اثر زخمی که برمی‌دارد بیهوش می‌شود. سرانجام معلوم می‌شود تایلر واقعی بوده و الیوت دربارهٔ او اشتباه می‌کرده‌است. در سکانس آخر موبلی و شاما نشان داده می‌شوند که با تغییر چهره و هویت خود در حال فرار از دسست پلیس و ارتش تاریکی هستند. آن‌ها دربارهٔ نقشه و هدفشان با یکدیگر صحبت می‌کند اما ناگهان سر و کله لئون پیدا می‌شود و آن‌ها را با خود می‌برد. |            |                     |            |                            |                   |                                           |

### فصل ۳ (۲۰۱۷)
| شم. کلی | شم. در فصل | عنوان              | کارگردان   | نویسنده       | تاریخ انتشار اصلی | ایالات متحدهٔ آمریکا تعداد بیننده (میلیون) |
| --- | ---------- | ------------------ | ---------- | ------------- | ----------------- | ----------------------------------------- |
| ۲۳ | ۱          | «ذخیره‌کننده انرژی» | سم اسماعیل | سم اسماعیل    | ۱۱ اکتبر ۲۰۱۷     | ۰٫۶۸                                      |
| تایلر که از شلیک کردن به الیوت وحشت کرده با ارتش تاریکی تماس گرفته و می‌گوید که چه اتفاقی افتاده‌است. ارتش تاریکی یکی از افراد خود بنام ایروینگ که فردی باهوش و منطقی است را به سراغ تایلر می‌فرستد. ایروینگ با هماهنگی‌هایی که انجام می‌دهد موفق می‌شود الیوت را به یک محل امن ببرد و در آنجا افراد ارتش تاریکی الیوت را عمل کرده و گلوله را از بدنش خارج می‌کنند. یکی از افراد رز سفید به او می‌گوید که الیوت رفتارهای ناپیدار دارد و آن‌ها باید بدون او مرحله دوم را اجرا کنند اما رز سفید می‌گوید که الیوت مهره بسیار با ارزشی برای آنهاست و بخاطر اوست که تاکنون تمامی نقشه‌هایشان عملی شده‌است. الیوت در منزل آنجلا به هوش می‌آید در حالی که به طرز عجیبی از آقای ربات خبری نیست. وضعیت کشور به خاطر اتفاق‌های پیش آمده کاملاً به هم ریخته‌است. ارتش اعلام حکومت نظامی کرده و وضعیت بد اقتصادی بسیار از مردم را وادار کرده در کنار خیابان‌ها چادر بزنند و بخوابند. الیوت که با به هوش آمدنش تازه به بادآورده چه فاجعه‌ای در شرف وقوع است می‌خواهد با پلیس تماس گرفته و آن‌ها را در جریان عملیات مرحله دوم بگذارد اما آنجلا به او می‌گوید که اگر این کار را کند ارتش تاریکی آن‌ها را خواهد کشت. الیوت به نزد دارلین می‌رود. دارلین به او دربارهٔ سیسکو و اتفاقات پیش آمده می‌گوید اما چیزی که الیوت نمی‌داند این است که دارلین در حال همکاری با اف‌بی‌آی است. الیوت تصمیم می‌گیرد خودش مرحله دوم را متوقف کند و برای همین با دارلین به محلی می‌روند که در آن مسابقه‌ای زیرزمینی بین هکرها در جریان است تا الیوت بتواند به کمک اتصالات فیبر نوری مخصوص ان محل کار خود را شروع کند. الیوت در پشتی را می‌بندد اما پیش از آنکه بتواند کا را تمام کند افراد ارتش تاریکی او و دارلین را گرفته و نزد ایروینگ می‌برند. الیوت به ایروینگ می‌گوید که بک دور بسته شده و مرحله دوم لغو خواهد شد و ایروینگ نیز به طرز عجیبی قبول می‌کند. اما کارها برای الیوت به همین راحتی پیش نمی‌رود. آقای ربات بازمی‌گردد. او به نزد تایلر می‌رود. تایلر که از الیوت/آقای ربات عصبانی است ابتدا به حرف‌های او گوش نمی‌دهد اما آقای ربات می‌گوید نقشه جدیدی دارد که و مرحله دوم هنوز لغو نشده‌است. فقط کافی است الیوت از ماجرا آگاه نشود. |            |                    |            |               |                   |                                           |
| ۲۴ | ۲          | «لغو کردن»         | سم اسماعیل | سم اسماعیل    | ۱۸ اکتبر ۲۰۱۷     | ۰٫۵۲                                      |
| الیوت که از نقشه‌های آقای ربات بی‌اطلاع است تصمیم می‌گیرد خیالش را از هر جهت راحت کند تا مطمئن شود مرحله دوم عملی نخواهد شد. الیوت دوباره به‌ای کورپ رفته و در آنجا استخدام می‌شود. دسترسی مستقیم الیوت در ای کورپ به او اجازه می‌دهد تا تقریباً بیشتر کارهایی را کرده خنثی کند. او کمک می‌کند شرکت بتواند پایگاه داده خود را بسازد و همچنین مدیران و افراد خائن و فاسد را شناسایی کرده و آن‌ها را تحویل پلیس می‌دهد. اما این فقط بخش خوب ماجراست. افسردگی الیوت بازگشته و او دوباره در تنهایی و خلوت‌هایش گریه می‌کند و خوردن قرص‌های زولافت نیز به او کمکی نمی‌کند. دی‌پیرو دارلین را تحت فشار می‌گذارد که باید تا می‌تواند از الیوت اطلاعات بگیرد و دارلین به ناچار می‌گوید که این کار را خواهد کرد. اسکات نولز به عنوان قاتل همسرش یعنی شارون دستگیرشده و تایلر از همه اتهامات پاک می‌شود که مشخص می‌شود این کار ارتش تاریکی بوده و به کمک نفوذی خود در اف‌بی‌آی برای نولز پاپوش درست کرده‌است. این اتفاق باعث می‌شود که جوانا به یک گفتگو زنده تلویزیونی دعوت شود. جوانا در جریان این مصاحبه می‌گوید که همیشه تایلر را دوست داشته و می‌دانسته او بی گناه است. جوانی بنام «درک» که در غیاب تایلر به‌طور پنهانی با جوانا رابطه داشته‌است با دیدن این مصاحبه خشمگین شده و به سراغ جوانا رفته و با او درگیر می‌شود. در جریان این درگیری درک با شلیک گلوله جوانا با به قتل می‌رساند و سپس خودش نیز توسط محافظ جوانا کشته می‌شود. الیوت در روز تولدش که از آن خاطره خوبی ندارد (در روز تولدش بود که پدرش او را از پنجره اتاق به بیرون پرت کرد) به خانه خود بازگشته و با دارلین رو به رو می‌شود. الیوت متوجه می‌شود دارلین به‌طور پنهانی سخت‌افزاری را بر روی کامپیوترش وصل کرده که از صفحه نمایش او عکس گرفته و برای پلیس می‌فرستد. هنگامی که الیوت از دارلین توضیح می‌خواهد او عصبانی شده و الیوت را ترک می‌کند. تحقیقات بعدی الیوت را خانه امنی می‌کشاند که اف‌بی‌آی برای دارلین تدارک دیده‌است و این باعث می‌شود الیوت متوجه حقایق تازه‌ای شود. |            |                    |            |               |                   |                                           |
| ۲۵ | ۳          | «میراث»            | سم اسماعیل | سم اسماعیل    | ۲۵ اکتبر ۲۰۱۷     | ۰٫۵۴                                      |
| این اپیزود به‌طور کلی بر روی تایلر ولک تمرکز دارد و رازهای او را آشکار می‌کند. ابتدا شاهد یک فلش بک و مربوط به فصل اول هستیم. آقای ربات و تایلر در حال آماده‌سازی هک ای کورپ و شروع مرحله دوم هستند اما ناگهان ایروینگ با دو نفر دیگر از اعضای ارتش تاریکی وارد می‌شود. ایروینگ به آن‌ها می‌گوید که بخاطر وضعیت پیش آمده اف‌بی‌آی در حال حاضر در تعقیب تایلر است و او باید مدتی ناپدید شود. تایلر ابتدا به این کار شک دارد اما در نهایت تسلیم می‌شود. ایروینگ او را با خود یه یک خانه بزرگ در منطقه‌ای خارج از شهر منتقل می‌کند. در همین بین الیوت به خاطر جریان مربوط به هک کردن نامزد کریستا و دزدیدن سگش به زندان می‌افتد. رز سفید به افرادش دستور می‌دهند که در زندان مراقب الیوت باشند (که این وظیفه به لئون سپرده می‌شود) و همچنین تایلر را نیز زیر نظر داشته باشند. همچنین رز سفید به افرادش می‌گوید تا اصلیت گروه اف سوسایتی را به کشور ایران مرتبط کنند تا حواس‌ها متوجه آن‌ها نشود. تایلر مدت بسیار زیادی را در منطقه روستایی سپری می‌کند در حالی که برای دیدن الیوت و شروع هک لحظه شماری می‌کند. او چند بار درخواست می‌دهد که از آن خانه برود اما ارتش تاریکی قبول نمی‌کند و برای همین هم تایلر فرار می‌کند اما در اواسط راه توسط پلیس دستگیرشده و سپس ارتش تاریکی او را نجات می‌دهد. سرانجام الیوت از زندان آزاد می‌شود و ایروینگ به تایلر می‌گوید وقت برگشتن است. تایلر به شهر بر می‌گردد و خود را آماده ملاقات با الیوت می‌کند. |            |                    |            |               |                   |                                           |
| ۲۶ | ۴          | «ابر داده»         | سم اسماعیل | کایل بردستریت | ۱ نوامبر ۲۰۱۷     | ۰٫۵۵                                      |
| الیوت که بخاطر جریان‌های پیش آمده به دارلین شک کرده به خانه او رفته و با درگیری لفظی پیدا می‌کند اما دارلین هر طور شده می‌تواند او را قانع کند که خطری برای الیوت ندارد. دارلین سعی می‌کند الیوت را قانع کند که مرحله دوم را کنسل کند اما الیوت به دارلین می‌گوید وضعیت پیچیده‌تر از آن چیزی است که او فکر کی کند. الیوت که دوباره حالت‌های عجیب خود را احساس می‌کند به دارلین می‌گوید اگر شب دوباره آقای ربات ظاهر شد او را تعقیب کند و ببیند به کجا می‌رسد و دارلین نیز می‌پذیرد. پلیس یکی از افراد اف سوسایتی را دستگیر می‌کند اما دی‌پیرو در بازجویی از او به هیچ سرنخی دست پیدا نمی‌کند. شب هنگام دارلین متوجه می‌شود آقای ربات دوباره برگشته است و بنابراین همان‌طور که الیوت به او گفته بود به تعقیبش می‌رود اما او را گم می‌کند. آقای ربات/الیوت به محلی می‌رود که دارلین و تایلر نیز در آنجا هستند. وقتی آنجلا به تایلر می‌گوید که الیوت در بازگشتش به‌ای کورپ تقریباً بیشتر اثرات هک را خنثی کرده تایلر عصبانی شده و به آقای ربات/الیوت حمله می‌کند و آقای ربات نیز با تندی جوابش را می‌دهد و می‌گوید که این انقلاب اوست و خراب نخواهد شد. اما ناگهان آقای ربات دوباره به الیوت تبدیل می‌شود اما پیش از آنکه الیوت بفهمد جریان از چه قراره است آنجلا او را بیهوش می‌کند. آنجلا در نهایت تسلیم خواسته‌های تایلر شده و در تماس با فیلیپ پرایس از او می‌خواهد که الیوت را از ای کورپ اخراج کنند زیرا ماندن الیوت در ای کورپ یعنی از بین رفتن کامل مرحله دوم و این اتفاقی است که ارتش تاریکی اصلاً دوست ندارد رخ بدهد. در تماسی دیگر از طرف ارتش تاریکی آنجلا متوجه می‌شود روز موعود نزدیک است و ارتش تاریکی قصد دارد به زودی مرحله دوم را آغاز کند. |            |                    |            |               |                   |                                           |
| ۲۷ | ۵          | «خطای زمان اجرا»   | سم اسماعیل | کور ادنا      | ۸ نوامبر ۲۰۱۷     | ۰٫۵۲                                      |
| الیوت در حالی بیدار می‌شود که به خاطر نمی‌آورد در چهار روز گذشته چه اتفاقی افتاده‌است. او مثل همیشه به سر کار خود در ای کورپ می‌رود اما متوجه می‌شود دسترسی رایانه اش قطع شده و سپس متوجه می‌شود اخراج شده و مأموران امنیتی ساختمان می‌خواهند او را از شرکت بیرون کنند. الیوت به کمک بررسی کامپیوتر یکی از همکارانش می‌فهمد که امروز صبح ارتش تاریکی سعی داشته مرحله دوم را اجرا کند اما اقدامات امنیتی او مانع شده‌است. الیوت می‌داند که ارتش تاریکی به دنبال راهی است که ساختمان بازیابی اطلاعات ای کورپ را منفجر کند و برای همین سعی می‌کند بفهمد نقشه آن‌ها چیست. دارلین به الیوت تماس گرفته و می‌گوید که در پایین ساختمان شرکت منتظر اوست. این در حالی است که هزاران نفر از مردم در اعتراض به‌ای کورپ در جلوی شرکت تجمع کرده و شعار سر می‌دهند و سعی دارند وارد شرکت شوند اما مأموران ورودی جلوی آن‌ها را گرفته‌اند. الیوت توسط حراست از ساختمان بیرون می‌شود اما او که می‌داند وقت زیادی ندارد با مرکز بازیابی اطلاعات ای کورپ تماس گرفته و می‌گوید یک بمب در ساختمان قرار دارد و آن‌ها باید ساختمان را فوراً تخلیه کنند. سرانجام دارلین حقیقت را به الیوت گفته و فاش می‌کند در حال همکاری با پلیس است و این حقیقت الیوت را شوکه می‌کند. همچنین دارلین می‌گوید که آن شب آقای ربات را تعقیب کرده و این باعث می‌شود الیوت به یاد بیاورد که این ماجراها زیر سر آنجلا و تایلر است. مردم خشمگین در نهایت در یک درگیری وارد ساختمان ای کورپ شده و از بالا تا پایین آن را تسخیر می‌کنند. ایروینگ با آنجلا که در ساختمان ای کورپ گیر افتاده تماس می‌گیرد و می‌گوید که این شورش کار خود ارتش تاریکی و برای حواس‌پرتی است برای آنکه آن‌ها بتوانند مرحله دوم را اجرا کنند. آنجلا موفق می‌شود با دسترسی دستی پچ امنیتی الیوت را دور زده و همه چیز را برای شروع مرحله دوم آماده کند. آنجلا می‌خواهد سریع ساختمان را ترک کند اما جلوی در با الیوت مواجه می‌شود… |            |                    |            |               |                   |                                           |
| ۲۸ | ۶          | «فرایند را بکش»    | سم اسماعیل | کایل بردستریت | ۱۵ نوامبر ۲۰۱۷    | ۰٫۶۰                                      |
| اپیزود با یک فلش بک کوتاه آغاز می‌شود. در جریان یک مهمانی ادوارد آلدرسون نزد آنجلای کودک می‌رود و به او می‌گوید اگر در آینده او نبود و الیوت به کمک نیاز داشت آنجلا باید او را کمک کند و آنجلا نیز می‌پذیرد. داستان به زمان حال می‌آید الیوت و آنجلا با یکدیگر درگیری لفظی پیدا می‌کنند. الیوت می‌گوید که می‌داند آنجلا پشت قضیه است و مرحله دوم باید متوقف شود اما آنجلا حرف الیوت را قبول نکرده و سپس او را ترک می‌کند. الیوت تصمیم می‌گیرد خودش جلوی حمله را بگیرد. از طرفی دارلین از سوی دی‌پیرو تحت فشار است که از طریق الیوت مکان تایلر را پیدا کند اما این کار فایده‌ای ندارد. الیوت به ساختمان مرکزی بازیابی اطلاعات می‌رود و متوجه می‌شود که آتش‌نشانی بعد از بررسی ساختمان متوجه شده بمبی درون آن نیست و اکنون نیز کارمندان در حال بازگشت به ساختمان هستند. الیوت با دزدیدن کارت یکی از افراد شرکت موفق به ورود به ساختمان می‌شود. الیوت به یک لب تاپ دسترسی پیدا کرده و سعی دارد جلوی حمله را بگیرد اما این شروع درگیری‌های بی پایان ذهنی و فیزیکی او با آقای ربات است که باعث می‌شود ناکام بماند. تایلر که از سرنوشت همسرش بی‌اطلاع بوده پیش تر به ایروینگ گفته بود که او و همسرش باید بعد از این ماجرا برای همیشه به اکران فرستاده شوند. زمانی تایلر خیالش از اجرا شدن مرحله دوم راحت می‌شود دوباره این مسئله را بیان می‌کند اما ایروینگ می‌گوید کاری از دست آن‌ها بر نمی‌آید. تایلر که احساس می‌کند بازیچه قرار گرفته سعی می‌کند مردم و پلیس را از وجود انفجار ساختمان‌ها با خبر کند ولی توسط پلیس دستگیر می‌شود. دارلین برخلاف توصیه‌های دی‌پیرو خانه را ترک کرده و به نزد آنجلا می‌رود و با او بحث می‌کند. الیوت سرانجام آقای ربات را به سختی قانع می‌کند که کشتن مردم کار آن‌ها نیست و حمله باید متوقف شود و آقای ربات نیز می‌پذیرد. الیوت حمله را خنثی می‌کند اما وقتی از شرکت بیرون می‌آید تازه متوجه می‌شود چه اتفاقی افتاده‌است:ساختمان مرکزی بازیابی اطلاعات ای کورپ تنها یکی از اهداف ارتش تاریکی و مرحله دوم است که الیوت موفق شده جلوی آن را بگیرد. ۷۱ ساختمان دیگر در رشته انفجارهایی پی در پی منفجر و نابود شده و هزاران نفر کشته شده‌اند. اپیزود در حالی پایان می‌یابد که الیوت با چشمانی اشک بار همراه با مردم در حال تماشای تصاویر آتش گرفتن ساختمان‌ها از تلویزیون عمومی است. |            |                    |            |               |                   |                                           |
| ۲۹ | ۷          | «فردریک + تانیا»   | سم اسماعیل | آدام پن       | ۲۲ نوامبر ۲۰۱۷    | ۰٫۵۵                                      |
| الیوت که خود را شدیداً در حادثه پیش آمده مقصر می‌داند برای آرام کردن خودش نزد کریستا می‌رود اما حتی صحبت با او هم نمی‌تواند الیوت را آرام کند. دی‌پیرو به رئیس خود یعنی «سانتیاگو» در واقع جاسوس ارتش تاریکی در اف‌بی‌آی است می‌گوید آن‌ها باید همه گروه از جمله آنجلا و الیوت را جمع کرده و آن‌ها را تحت فشار بگذارند تا بتوانند جای رز سفید را پیدا و ارتش تاریکی را از بین ببرند اما طبیعی است که این درخواست از سوی سانتیاگو رد می‌شود. تایلر که دستگیرشده و دیگر چیزی برای از دست دادن ندارد درخواست ملاقات همسر و فرزندش را می‌دهد اما سانتیاگو به او واقعیت را دربارهٔ مرگ همسرش گفته و همچنین اضافه می‌کند که فرزندش هم‌اکنون در یتیم خانه زندگی می‌کند. همچنین سانتیاگو تهدید می‌کند اگر تایلر حرف بیشتری بزند زندگی پسرش نیز به خطر می‌افتد. این صحبت با واکنش شدید تایلر مواجه می‌شود. سپس داستان به سراغ شاما و موبلی می‌رود. این دو نفر توسط لئون و در منطقه‌ای بیابانی نگهداری می‌شوند. تلاش آن‌ها برای فرار نیز فایده‌ای ندارد. تنها موفقیت آن‌ها این است که شاما موفق می‌شود ایمیلی به الیوت فرستاده و در آن بگوید که چگونه می‌شود جلوی هک را گرفت. شاما و موبلی توسط لئون به مکان جدید می‌روند که افراد زیادی از ارتش تاریکی در آنجا هستند و در آنجا مشخص می‌شود چه سرنوشت تلخی در انتظار آنهاست. ارتش تاریکی از طریق نفوذ و افرادش موبلی و شاما را با اسم‌های تقلبی فردریک و تانیا به عنوان تروریست‌های ایران و عامل هک ای کورپ و انفجارهای ساختمان‌ها معرفی می‌کند و این اطلاعات به صورت ظاهراً غیر مستقیم به اف‌بی‌آی فرستاد می‌شود. مأموران ویژه به ساختمان مورد نظر وارد شده اما ناگهان با جنازه موبلی و شاما مواجه می‌شوند در حالی که پرچم ایران بر روی دیوار وصل است و صحنه‌سازی ارتش تاریکی نیز نشان می‌دهد که این دو مسئول تمامی اتفاقات بوده‌اند. سانتیاگو سعی می‌کند با وضع پیش آمده دی‌پیرو را قانع کند که آن‌ها متهم اصلی را گرفته‌اند. دی‌پیرو که مدرکی ندارد حرفی به او نمی‌زند اما همچنان در ذهن خود مطمئن است که رز سفید مسئول تمام این ماجراهاست. |            |                    |            |               |                   |                                           |
| ۳۰ | ۸          | «مرا پاک نکن»      | سم اسماعیل | سم اسماعیل    | ۲۹ نوامبر ۲۰۱۷    | ۰٫۴۴                                      |
| اپیزود با یک فلش بک آغاز می‌شود. الیوت کوچک که به تازگی به خاطر پرت شدن از پنجره اتاقش دستش شکسته همراه با پدرش برای تماشای فیلم به سینما می‌رود اما ناگهان پدرش که بخاطر بیماری سرطانش شرایط بدی دارد به زمین افتاده و می‌میرد. الیوت ژاکت پدرش را که عنوان «آقای ربات» بر روی آن است را برمی‌دارد و به سالن سینما می‌رود و به‌طور ناگهانی شروع به صحبت با فضای خالی کنارش می‌کند که در واقع نشان دهنده این است که بیماری اختلال تجزیه هویت او از دوران کودکی شروع شده‌است. داستان به زمان حال می‌آید. انفجار ساختمان‌ها و مرگ هزارن نفر و همچنین مرگ موبلی و شاما باعث شد تا الیوت افسرده تر از هر زمان دیگری شود و تمام زمان خود را به تنهایی در اتاقش بگذارند. الیوت با خواند سایت‌ها و دیدن اخبار متوجه می‌شود که افکار عمومی داستان دروغین ارتش تاریکی را باور کرده‌است و موبلی و شاما اکنون به عنوان تروریست‌هایی ایرانی شناخته می‌شوند. دارلین نزد الیوت رفته و به او می‌گوید که با آنجلا حرف بزند زیرا آنجلا بعد از انفجارها کاملاً از نطر روانی به هم ریخته‌است اما الیوت می‌گوید این کار را نمی‌کند. دارلین سعی می‌کند الیوت را آرام کند اما وضع الیوت بدتر از آن است که بشود کاری کرد. الیوت برای آنکه کمی حس بهتری داشته باشد به خانه شاما و موبلی می‌رود و سعی می‌کند خانواده‌های آن‌ها را از این واقعیت که فرزندشان تروریست نیستند و اخبار پخش شده دروغ است آگاه کند. سپس الیوت تنهایی به ساحل می‌رود. لحظاتی بعد برادر کوچک شاما یعنی محمد به الیوت اضافه می‌شود. محمد به الیوت می‌گوید او را تا ساحل تعقیب کرده‌است. الیوت از او می‌خواهد که برود اما محمد می‌گوید راه بازگشت را بلد نیست. سپس دربارهٔ خواهرش از الیوت سؤال می‌کند اما از آنجا که الیوت نمی‌تواند واقعیت را به او بگوید ترجیح می‌دهد سکوت کند. الیوت که خود را مسئول می‌داند تصمیم می‌گیرد محمد را تا خانه همراهی کند اما محمد که بچه بازیگوشی است مدام به الیوت اصرار می‌کند که به سینما بروند و فیلم تماشا کنند و الیوت نیز در نهایت قبول می‌کنند. الیوت و محمد به تماشای فیلم بازگشت به آینده می‌روند. بعد از سینما الیوت به دنبال محمد به یک مسجد می‌رسد. الیوت به محمد می‌گوید که او نباید خواهرش را سرزنش کند زیرا خواهرش هیچ کار خطایی انجام نداده و مقصر تمام مشکلات خود الیوت است. سپس محمد بالاخره همراه با الیوت به خانه بازمی‌گردد. الیوت که همواره از بچگی در حسرت داشتن تجربه‌ای این چنین با پدرش بوده بعد از جدا شدن از محمد شروع به گریه کردن و تخیله خود می‌کند. الیوت که حالا احساس بهتری دارد نزد آنجلا رفته و با صحبت کردن او را آرام می‌کند و سپس به خانه خود بازمی‌گردد. اولویت متوجه می‌شود شاما پیش از مرگش ایمیلی برای او فرستاده‌است. ایمیلی که نشان می‌دهد راهی برای کنسل کردن هک وجود دارد و باعث می‌شود همه چیز به حالت قبل برگردد. |            |                    |            |               |                   |                                           |
| ۳۱ | ۹          | «مرحله سوم»        | سم اسماعیل | کورتنی لونی   | ۶ دسامبر ۲۰۱۷     | ۰٫۴۴                                      |
| تایلر از زندان آزاد شده و به خانه اش بازمی‌گردد که اکنون خالی است. آقای ربات/الیوت نزد تایلر می‌رود. آن‌ها با هم درگیر می‌شوند. لحظاتی بعد فیلیپ پرایس از راه می‌رسد. الیوت متوجه می‌شود آقای ربات می‌خواهد پیغامی به او بدهد و سپس متوجه می‌شود که آن پیغام این است که ارتش تاریکی در اف‌بی‌آی جاسوس دارد و برای همین است که تمامی نقشه‌های آن‌ها تاکنون با شکست مواجه شده‌است. دارلین نزد الیوت رفته و از طرف او مأموریتی جدید پیدا می‌کند:پیدا کردن فایل‌های درون سنتینل که توسط پلیس توقیف شده و دسترسی به آن فقط با کارت ورود مأموران اف‌بی‌آی امکان‌پذیر است. الیوت می‌داند که در سنتینل فایل‌هایی وجود دارد که به کمک آن می‌تواند هک را خنثی کرد. دارلین که در طی صحبت‌هایش با دی‌پیرو متوجه شده بود او همجنس گراست با وی قرار گذاشته و سعی می‌کند با او وارد رابطه شود تا از حواس‌پرتی اش استفاده کرده و کارتش را بردارد اما نقشه دارلین لو رفته و دی‌پیرو او را دستگیر می‌کند. از طرفی الیوت سراغ ایروینگ رفته و درخواست ملاقات با رز سفید را می‌کند. هنگامی که ایروینگ دربارهٔ دلیل این ملاقات سؤال می‌کند الیوت دربارهٔ «مرحله سوم» صحبت می‌کند. قرار ملاقات شکل انجام می‌شود اما به جای رز سفید یکی از دستیاران او در محل حاضر می‌شود. زمانی که بحث مرحله سوم به وسط می آی الیوت توضیح می‌دهد که تا وقتی ایکوین وجود داشته باشد کار ای کورپ تمام نمی‌شود و آن‌ها باید ایکوین را نیز از بین ببرند. سپس مشخص می‌شود هدف الیوت از این ملاقات چیز دیگری بوده‌است. الیوت از غفلت افراد ارتش تاریکی استفاده کرده و آن‌ها را هک می‌کند و موفق می‌شود به تمام اطلاعات محرمانه آن‌ها دسترسی داشته باشد. سانتیاگو که از شنیدن حرف‌های دارلین احساس خطر کرده و نگران است هویت او به عنوان جاسوس لو برود با ایروینگ تماس می‌گیرد تا ببیند باید چگونه عمل کند. در نهایت رز سفید که از کارهای پیش‌بینی ناپذیر الیوت به تنگ آمده دستور قتل او را صادر می‌کند. |            |                    |            |               |                   |                                           |
| ۳۲ | ۱۰         | «خاموش شدن»        | سم اسماعیل | سم اسماعیل    | ۱۳ دسامبر ۲۰۱۷    | ۰٫۴۵                                      |
| افراد ارتش تاریکی برای یافتن الیوت به خانه او می‌روند اما او را پیدا نمی‌کنند. الیوت که از حوادث پیش آمده برای دارلین بی‌خبر است به مقر اف سوسایتی برگشته اما او را پیدا نمی‌کند. الیوت که خیلی نگران سلامتی دارلین است تمامی راه‌های موجود را بررسی می‌کند اما در نهایت متوجه می‌شود انجام دادن این کار بدون کمک آقای ربات امکان‌پذیر نیست برای همین تصمیم می‌گیرد رابطه اش را با او بهبود ببخشد. سانتیاگو که حسابی ترسیده‌است برخلاف توصیه‌های زیاد ایروینگ عمل کرده و دارلین را همراه خود سوار ماشین می‌کند و می‌خواهد شهر را ترک کند. دی‌پیرو که مدت زیادی است به سانتیاگو شک کرده به موقع او را پیدا می‌کند اما سانتیاگو او را بیهوش کرده و سپس همراه با دارلین سوار ماشین می‌کند و به محلی خارج از شهر که افراد ارتش تاریکی در آن جمع هستند می‌برد. آقای ربات و الیوت به کمک یکدیگر سعی در پیدا کردن محل دارلین دارند اما ناگهان ایروینگ از راه می‌رسد و آن‌ها را با خود می‌برد. دارلین، دی‌پیرو و الیوت همگی به یک محل برده می‌شوند. ایروینگ که از وضعیت پیش آمده و نافرمانی‌های سانتیاگو ناراضی است با تبر بدن او را تکه‌تکه می‌کند. ایروینگ به دی‌پیرو می‌گوید اکنون او به جای سانتیاگو جاسوس ارتش تاریکی در اداره پلیس است. دی‌پیرو ابتدا قبول نمی‌کند اما ایروینگ جنازه سانتیاگو را به او نشان می‌دهد و می‌گوید اگر قبول نکند چنین سرنوشتی در انتظارش خواهد بود و دی‌پیرو چاره‌ای نمی‌بیند جز اینکه این درخواست را قبول کند. در این بین فیلیپ پرایس برای آنجلا فاش می‌کند که پدر واقعی اوست و این حقیقت آنجلا را با مسیرهایی تازه‌ای مواجه می‌کند. افراد ارتش تاریکی ابتدا قصد دارند که الیوت و دارلین را بکشند اما الیوت به آن‌ها می‌گوید که اکنون تمامی سیستم‌های ارتش تاریکی را برعهده دارد و اگر آسیبی ببیند همه آن‌ها منتشر خواهد شد و همچنین اضافه می‌کند که می‌تواند پروژه رز سفید را از شیکاگو به کنگو انتقال دهد و این کاری است که رز سفید ماه هاست برای انجام آن برنامه‌ریزی کرده‌است. لئون افراد ارتش تاریکی را می‌کشد و دستیار رز سفید که هموار به الیوت حسادت می‌کرده بعد از دیدن توجه رز سفید به الیوت خودکشی می‌کند. الیوت کاری را که رز سفید می‌خواهد انجام می‌دهد و هنگامی که آقای ربات از او سؤال می‌کند هدف بعدی چیست الیوت جواب می‌دهد که آن‌ها وضعیت را به قبل از هک بازمی‌گردانند. الیوت به کمک سنتینل که اکنون توسط دی‌پیرو به آن دسترسی دارد و همچنین رازی که آقای ربات برایش فاش می‌کند موفق می‌شود شرایط را برای خنثی کردن هک آماده کند. سریال در حالی پایان می‌یابد که دارلین در راه برگشت به خانه با کسی برخورد می‌کند که انتظار دیدنش را ندارد:فرناندو ورا… |            |                    |            |               |                   |                                           |

## رتبه‌بندی
بینندگان شبکه یو اس ای از آقای ربات استقبال خوبی کردند
هر قسمت این سریال را به‌طور میانگین ۲٫۵ میلیون نفر تماشاگر داشته‌است.

### آمار فصل اول
| شماره | عنوان            | تاریخ پخش      | رتبه‌بندی (۱۸–۴۹) | بینندگان (میلیون) | DVR (۱۸–۴۹) | بینندگان DVR (میلیون) | مجموع (۱۸–۴۹) | مجموع بینندگان (میلیون) |
| ----- | ---------------- | -------------- | ---------------- | ----------------- | ----------- | --------------------- | ------------- | ----------------------- |
| 1     | «سلام دوست من»   | ۲۴ ژوئن ۲۰۱۵   | ۰٫۵              | ۱٫۷۵              | ۰٫۴         | ۱٫۳۴                  | ۰٫۹           | ۳٫۰۹                    |
| 2     | «صفر و یک»       | ۱ ژوئیه ۲۰۱۵   | ۰٫۶              | ۱٫۷۳              | ۰٫۶         | ۱٫۸۱                  | ۱٫۲           | ۳٫۵۴                    |
| 3     | «دی باگ»         | ۸ ژوئیه ۲۰۱۵   | ۰٫۶              | ۱٫۶۰              | ۰٫۶         | ۱٫۴۵                  | ۱٫۲           | ۳٫۰۵                    |
| 4     | «شیاطین»         | ۱۵ ژوئیه ۲۰۱۵  | ۰٫۴              | ۱٫۲۷              | —           | —                     | —             | —                       |
| 5     | «استخراج»        | ۲۲ ژوئیه ۲۰۱۵  | ۰٫۵              | ۱٫۳۸              | —           | —                     | —             | —                       |
| 6     | «مسافر شجاع»     | ۲۹ ژوئیه ۲۰۱۵  | ۰٫۴              | ۱٫۲۵              | ۰٫۵         | ۱٫۰۹                  | ۰٫۹           | ۲٫۳۴                    |
| 7     | «چشم‌انداز منابع» | ۵ اوت ۲۰۱۵     | ۰٫۵              | ۱٫۱۵              | ۰٫۶         | ۱٫۲۷                  | ۱٫۱           | ۲٫۴۲                    |
| 8     | «رز سفید»        | ۱۲ اوت ۲۰۱۵    | ۰٫۴              | ۱٫۲۴              | ۰٫۸         | ۱٫۴۴                  | ۱٫۲           | ۲٫۶۸                    |
| 9     | «معکوس»          | ۱۹ اوت ۲۰۱۵    | ۰٫۵              | ۱٫۳۲              | ۰٫۶         | ۱٫۳۰                  | ۱٫۱           | ۲٫۶۲                    |
| 10    | «روز صفر»        | ۲ سپتامبر ۲۰۱۵ | ۰٫۵              | ۱٫۲۱              | ۰٫۴         | ۰٫۹۴                  | ۰٫۹           | ۲٫۱۵                    |

### آمار فصل دوم
| شماره | عنوان               | تاریخ پخش       | رتبه‌بندی (۱۸–۴۹) | بینندگان (میلیون) | DVR (۱۸–۴۹) | بینندگان DVR (میلیون) | مجموع (۱۸–۴۹) | مجموع بینندگان (میلیون) |
| ----- | ------------------- | --------------- | ---------------- | ----------------- | ----------- | --------------------- | ------------- | ----------------------- |
| 1     | «پاک کردن-قسمت اول» | ۱۳ ژوئیه ۲۰۱۶   | ۰٫۴              | ۱٫۰۴              | ۰٫۶         | ۱٫۲۱                  | ۱٫۰           | ۲٫۲۵                    |
| 2     | «پاک کردن-قسمت دوم» | ۱۳ ژوئیه ۲۰۱۶   | ۰٫۴              | ۱٫۰۴              | ۰٫۶         | ۱٫۲۱                  | ۱٫۰           | ۲٫۲۵                    |
| 3     | «هسته وحشت»         | ۲۰ ژوئیه ۲۰۱۶   | ۰٫۳              | ۰٫۸۰              | —           | —                     | —             | —                       |
| 4     | «اینیت ۱»           | ۲۷ ژوئیه ۲۰۱۶   | ۰٫۳              | ۰٫۶۴              | —           | —                     | —             | —                       |
| 5     | «بمب منطقی»         | ۳ اوت ۲۰۱۶      | ۰٫۲              | ۰٫۷۱              | ۰٫۴         | ۰٫۶۵                  | ۰٫۶           | ۱٫۳۵                    |
| 6     | «مرشد برده»         | ۱۰ اوت ۲۰۱۶     | ۰٫۲              | ۰٫۵۷              | ۰٫۳         | ۰٫۶۳                  | ۰٫۵           | ۱٫۲۰                    |
| 7     | «لرزش دست»          | ۱۷ اوت ۲۰۱۶     | ۰٫۳              | ۰٫۶۵              | ۰٫۳         | ۰٫۶۵                  | ۰٫۶           | ۱٫۳۰                    |
| 8     | «جانشین»            | ۲۴ اوت ۲۰۱۶     | ۰٫۳              | ۰٫۷۴              | —           | —                     | —             | —                       |
| 9     | «اینیت ۵»           | ۳۱ اوت ۲۰۱۶     | ۰٫۳              | ۰٫۶۵              | ۰٫۳         | ۰٫۶۷                  | ۰٫۶           | ۱٫۳۲                    |
| 10    | «عملیات پنهان»      | ۷ سپتامبر ۲۰۱۶  | ۰٫۳              | ۰٫۷۷              | —           | —                     | —             | —                       |
| 11    | «غیب گو-قسمت اول»   | ۱۴ سپتامبر ۲۰۱۶ | ۰٫۳              | ۰٫۶۹              | —           | —                     | —             | —                       |
| 12    | «غیب گو-قسمت دوم»   | ۲۱ سپتامبر ۲۰۱۶ | ۰٫۴              | ۰٫۸۵              | —           | —                     | —             | —                       |

### آمار فصل سوم
| شماره | عنوان              | تاریخ پخش      | رتبه‌بندی (۱۸–۴۹) | بینندگان (میلیون) | DVR (۱۸–۴۹) | بینندگان DVR (میلیون) | مجموع (۱۸–۴۹) | مجموع بینندگان (میلیون) |
| ----- | ------------------ | -------------- | ---------------- | ----------------- | ----------- | --------------------- | ------------- | ----------------------- |
| 1     | «ذخیره‌کننده انرژی» | ۱۱ اکتبر ۲۰۱۷  | ۰٫۳              | ۰٫۶۸              | ۰٫۳         | ۰٫۶۵                  | ۰٫۶           | ۱٫۳۳                    |
| 2     | «لغو کردن»         | ۱۸ اکتبر ۲۰۱۷  | ۰٫۲              | ۰٫۵۲              | ۰٫۳         | ۰٫۵۲                  | ۰٫۵           | ۱٫۰۴                    |
| 3     | «میراث»            | ۲۵ اکتبر ۲۰۱۷  | ۰٫۲              | ۰٫۵۴              | ۰٫۲         | ۰٫۴۵                  | ۰٫۴           | ۱٫۰۰                    |
| 4     | «ابر داده»         | ۱ نوامبر ۲۰۱۷  | ۰٫۲              | ۰٫۵۵              | ۰٫۲         | —                     | ۰٫۴           | —                       |
| 5     | «خطای زمان اجرا»   | ۸ نوامبر ۲۰۱۷  | ۰٫۲              | ۰٫۵۲              | —           | —                     | —             | —                       |
| 6     | «فرایند را بکش»    | ۱۵ نوامبر ۲۰۱۷ | ۰٫۳              | ۰٫۶۰              | —           | —                     | —             | —                       |
| 7     | «فردریک + تانیا»   | ۲۲ نوامبر ۲۰۱۷ | ۰٫۲              | ۰٫۵۵              | ۰٫۲         | ۰٫۴۶                  | ۰٫۴           | ۱٫۰۰                    |
| 8     | «مرا پاک نکن»      | ۲۹ نوامبر ۲۰۱۷ | ۰٫۲              | ۰٫۴۴              | ۰٫۲         | ۰٫۵۰                  | ۰٫۴           | ۰٫۹۴                    |
| 9     | «مرحله سوم»        | ۶ دسامبر ۲۰۱۷  | ۰٫۲              | ۰٫۴۴              | ۰٫۲         | ۰٫۴۸                  | ۰٫۴           | ۰٫۹۲                    |
| 10    | «خاموش شدن»        | ۱۳ دسامبر ۲۰۱۷ | ۰٫۲              | ۰٫۴۵              | —           | —                     | —             | —                       |